# Aurelio José Kühn Hergenreder
Aurelio José Kühn Hergenreder (Aldea Santa María, 8 de diciembre de 1938) es un sacerdote y obispo argentino, que se desempeña como  obispo prelado emérito de Deán Funes. 
En la Conferencia Episcopal Argentina es miembro de las Comisiones de Cáritas y de la Pastoral Social.

## Biografía
Fue ordenado sacerdote en la Orden de los Frailes Menores (Franciscanos) el 11 de agosto de 1963.
Elegido obispo-prelado de  Deán Funes el 18 de enero de 2000 por Juan Pablo II.
Fue ordenado obispo el 25 de marzo de 2000, por Monseñor Norberto Eugenio Conrado Martina OFM, obispo castrense y los co-consagrantes: Monseñor Eduardo Vicente Mirás,  arzobispo de Rosario, Monseñor Lucas Luis Dónnelly O. de M., obispo prelado emérito de Deán Funes y Monseñor Raúl Marcelo Pacífico Scozzina OFM, obispo emérito de  Formosa.
Tomó posesión e inició su ministerio pastoral como tercer obispo prelado de Deán Funes, el 8 de abril de 2000.
Ha trabajado en la recuperación de adictos desde el año 2005 con las llamadas "Fazenda de la Esperanza"
El 21 de diciembre de 2013 el sumo pontífice Francisco aceptó su renuncia como obispo prelado de Deán Funes en razón de haber cumplido recientemente la edad de 75 años. [3]